# روني كويل
روني كويل (بالإنجليزية: Ronnie Coyle)‏ (4 أغسطس 1964 بغلاسكو في المملكة المتحدة - 12 أبريل 2011 بغلاسكو في المملكة المتحدة) هو لاعب كرة قدم بريطاني في مركز الدفاع. لعب مع ريث روفرز ونادي روتشديل ونادي سلتيك ونادي ميدلزبره ونادي كلايد ونادي إيست فيف ونادي ألبيون روفرز ونادي آير يونايتد ونادي كوينز بارك.

## وصلات خارجية
- روني كويل على موقع قاعدة بيانات كرة القدم.إي يو (الإنجليزية)
- روني كويل على موقع Soccerbase.com (لاعب) (الإنجليزية)